# Lawrendios Aleksanidis
Lawrendios Aleksanidis (gr. Λαυρέντιος Αλεξανίδης; ur. 10 marca 1978) – gruziński, a od 2001 roku grecki judoka. Dwukrotny olimpijczyk. Odpadł w eliminacjach w Atenach 2004 i trzynasty w Pekinie 2008. Walczył w wadze lekkiej i ekstralekkiej.
Uczestnik mistrzostw świata w 2001, 2003, 2005, 2007, 2009 i 2010. Startował w Pucharze Świata w latach 1997–1999 i 2001–2010. Brązowy medalista mistrzostw Europy w 2005 i 2008; piąty w 2001 roku.

## Letnie Igrzyska Olimpijskie 2004
| Konkurencja | Eliminacje              | Repasaże                   | Klas. końcowa |
| Konkurencja | Przeciwnik I            | Przeciwnik I               | Miejsce       |
| ----------- | ----------------------- | -------------------------- | ------------- |
| 73 kg       | Witalij Makarow (RUS) P | Dawit Kewchiszwili (GEO) P | II runda.     |

## Letnie Igrzyska Olimpijskie 2008
| Konkurencja | Eliminacje            | Eliminacje           | Repasaże            | Klas. końcowa |
| Konkurencja | Przeciwnik I          | Przeciwnik II        | Przeciwnik I        | Miejsce       |
| ----------- | --------------------- | -------------------- | ------------------- | ------------- |
| 60 kg       | Matt D’Aquino (AUS) Z | Ruben Houkes (NED) P | Frazer Will (CAN) P | 13.           |